# Doğuayrancı, Kumlu
Doğuayrancı là một xã thuộc huyện Kumlu, tỉnh Hatay, Thổ Nhĩ Kỳ. Dân số thời điểm năm 2011 là 541 người.